# Ірвінг Саладіно
Ірвінг Саладіно (ісп. Irving Saladino; нар. 23 січня 1983) — панамський легкоатлет, олімпійський чемпіон.

## Виступи на Олімпіадах
| Олімпіада  | Дисципліна        | Місце             |
| ---------- | ----------------- | ----------------- |
| Афіни 2004 | стрибки у довжину | 36 (кваліфікація) |
| Пекін 2008 | стрибки у довжину | 1                 |